# Залізничний моделізм

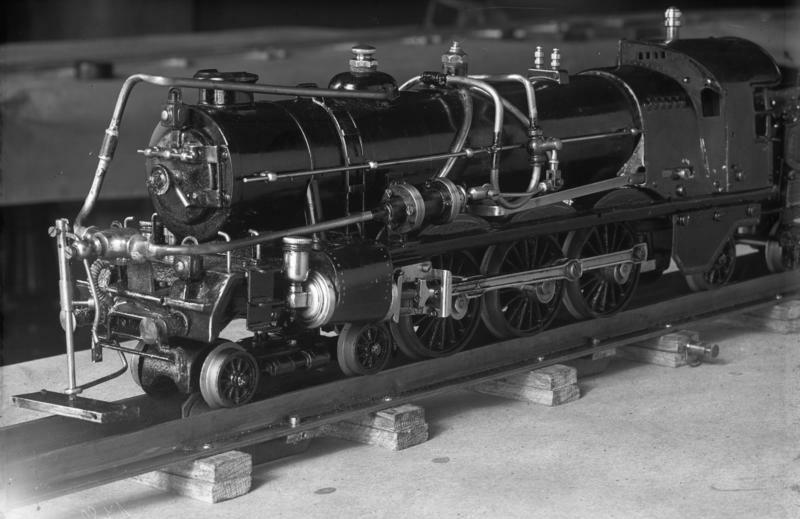
Модель-копія паровозу

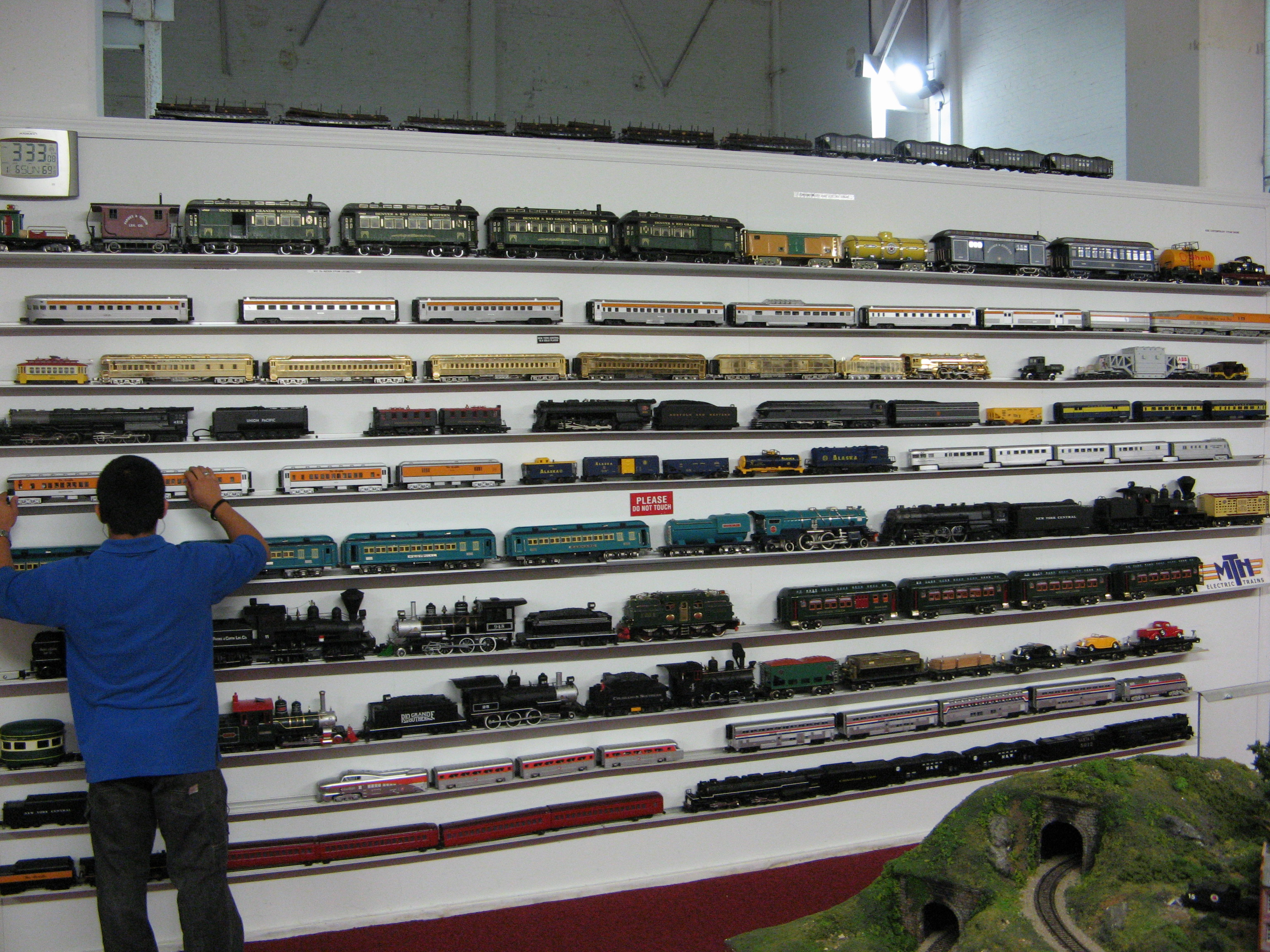
Моделі-копії в Музеї залізниць у Маямі, Флорида (США)

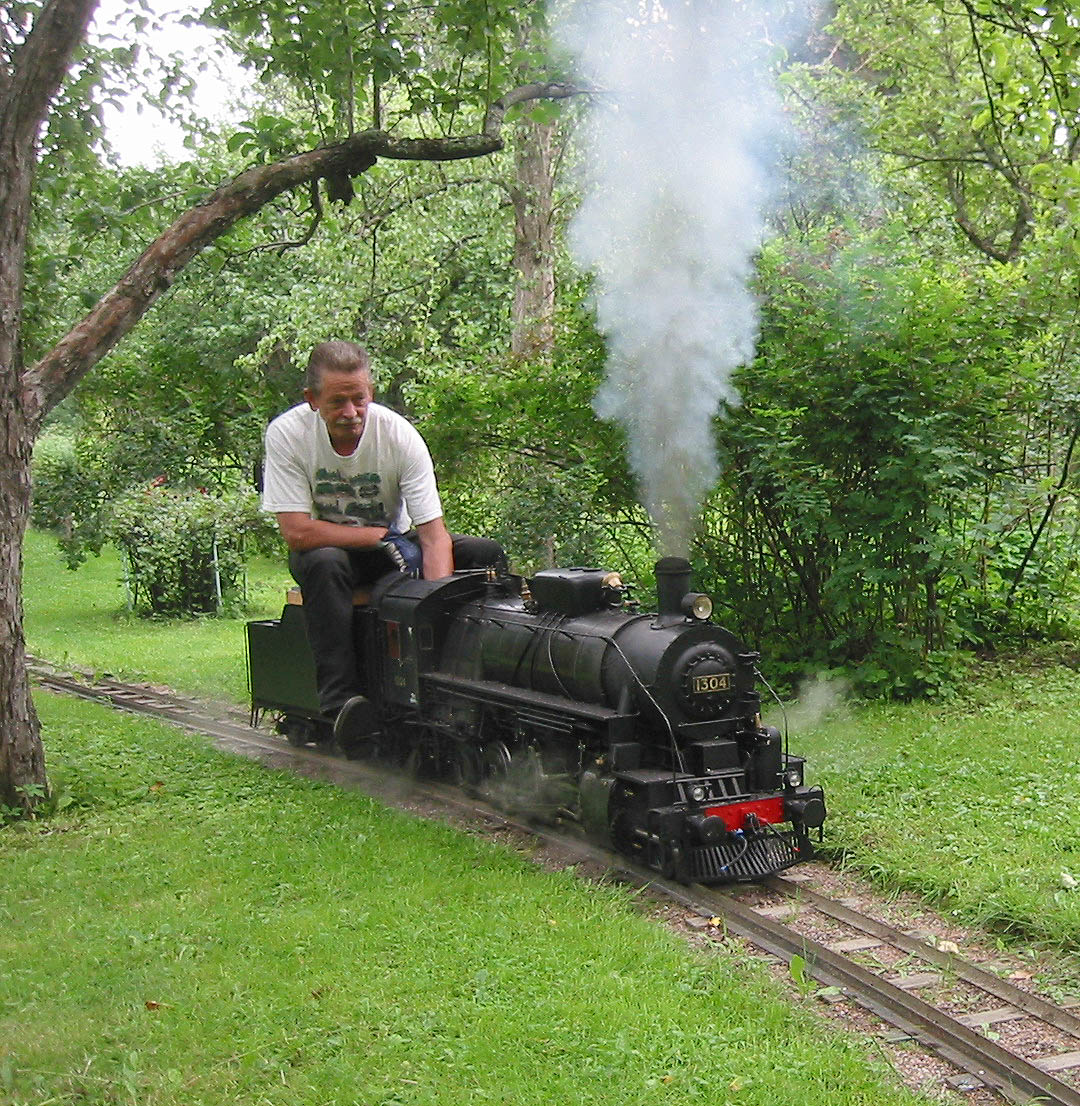
Діюча модель паровозу фінського моделіста

Залізничний моделізм — вид залізничного хобі, що полягає в колекціонуванні іграшкових або масштабних залізничних моделей та їх аксесуарів (вокзали, шляхи, семафори тощо); відтворення в мініатюрі історичних станцій, залізничних ліній (любителі цього напрямку найчастіше ведуть архівний пошук з метою точної реконструкції певного об'єкта); створення моделей локомотивів і вагонів; створення садових та паркових моделей залізниць великого масштабу, у тому числі таких, що використовуються з метою розваги та відпочинку для перевезення пасажирів.

## Іграшкові і модельні залізниці

### Можливості
Модельні залізниці існують в різних конфігураціях. Новачки можут почати з найпростіших наборів (залізничне кільце і невеликий потяг з кількох вагонів і локомотива) і з часом доповнювати новими відрізками, вагонами, дорожними знаками, вокзалами і т. д.
Багато колекціонерів створюють справжні настільні ландшафти с пагорбами, тунелями, мостами, депо, вулицями і залізничними розвилками. Виробники іграшкових залізниць продають додаткові аксесуари такі як будинки, дерева, траву і інші. Цій тематиці присвячено багато книг, а також видають спеціалізовані журнали для моделістів залізниць.

### Масштаб і типорозмір моделей

Порівняння масштабів моделей потягів і колій

Для залізничних моделей визначено (стандартами NEM і NMRA) декілька типорозмірів. Найбільш поширені з них наведені в таблиці (згідно стандарту NEM 010):
| Масштаб                                       | Масштабний метр, мм                           | Позначення                                    | Відповідна ширина колії прототипу, мм | Відповідна ширина колії прототипу, мм | Відповідна ширина колії прототипу, мм | Відповідна ширина колії прототипу, мм |
| Масштаб                                       | Масштабний метр, мм                           | Позначення                                    | 1250—1700                             | 850—1250                              | 650—800                               | 400—650                               |
| --------------------------------------------- | --------------------------------------------- | --------------------------------------------- | ------------------------------------- | ------------------------------------- | ------------------------------------- | ------------------------------------- |
| 1:220                                         | 4.5                                           | Z                                             | 6.5                                   | —                                     | —                                     | —                                     |
| 1:160                                         | 6.3                                           | N                                             | 9                                     | 6.5                                   | —                                     | —                                     |
| 1:120                                         | 8.3                                           | TT                                            | 12                                    | 9                                     | 6.5                                   | —                                     |
| 1:87                                          | 11.5                                          | H0                                            | 16.5                                  | 12                                    | 9                                     | 6.5                                   |
| 1:64                                          | 15.6                                          | S                                             | 22.5                                  | 16.5                                  | 12                                    | 9                                     |
| 1:45                                          | 22.2                                          | 0                                             | 32                                    | 22.5                                  | 16.5                                  | 12                                    |
| 1:32                                          | 31.3                                          | I або 1                                       | 45                                    | 32                                    | 22.5                                  | 16.5                                  |
| 1:22.5                                        | 44.4                                          | II або 2                                      | 64                                    | 45                                    | 32                                    | 22.5                                  |
| 1:16                                          | 62.5                                          | III або 3                                     | 89                                    | 64                                    | 45                                    | 32                                    |
| 1:11                                          | 90.9                                          | V або 5                                       | 127                                   | 89                                    | 64                                    | 45                                    |
| 1:8                                           | 125                                           | VII або 7                                     | 184                                   | 127                                   | 89                                    | 64                                    |
| 1:5.5                                         | 181.8                                         | X або 10                                      | 260                                   | 184                                   | 127                                   | 89                                    |
| Допоміжний символ, що додається до позначення | Допоміжний символ, що додається до позначення | Допоміжний символ, що додається до позначення | —                                     | m                                     | e                                     | i                                     |

Додаткові позначки даються літерами вузькоколійним моделям з шириною колії прототипу менше 1250 мм (стандартної).

Розміри моделей у порівнянні з розміром людини
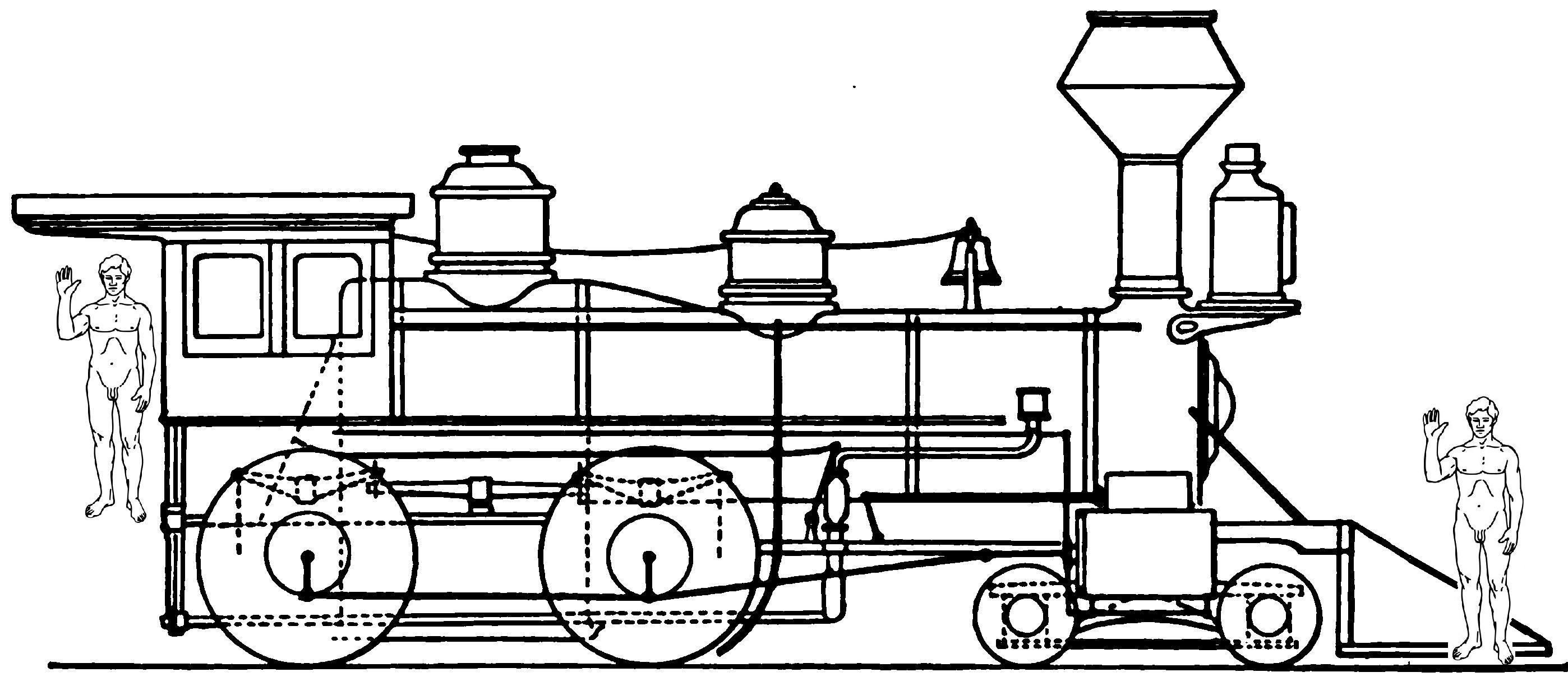
1:1
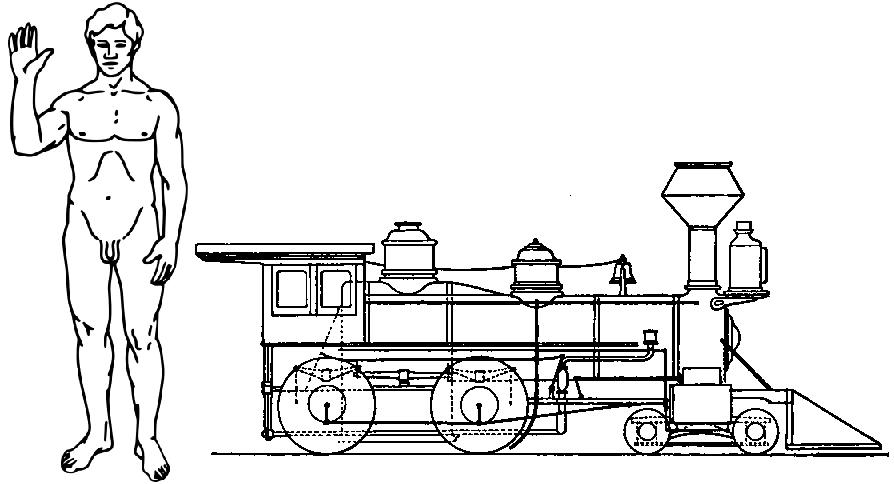
1:4 (Grand Scale)
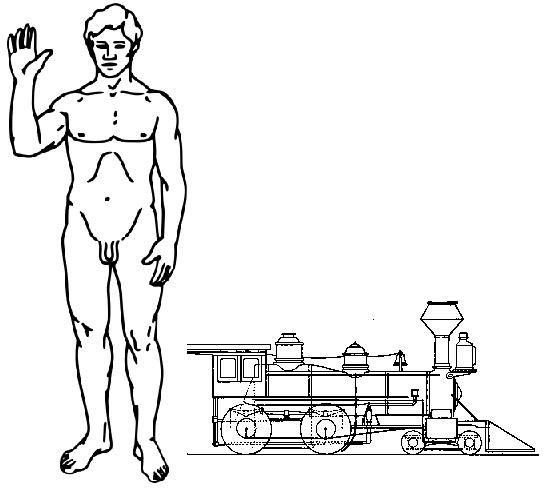
1:8 (Live Steam)
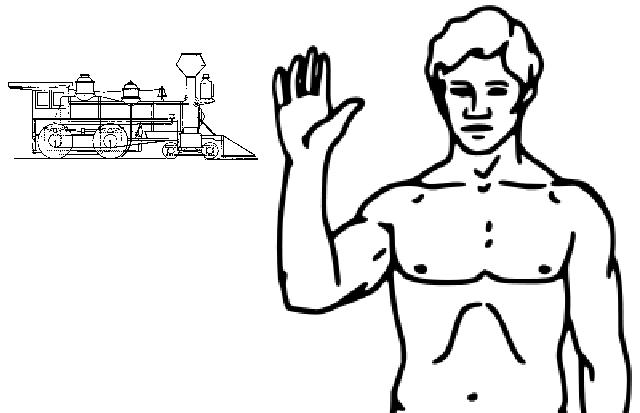
1:24(G)
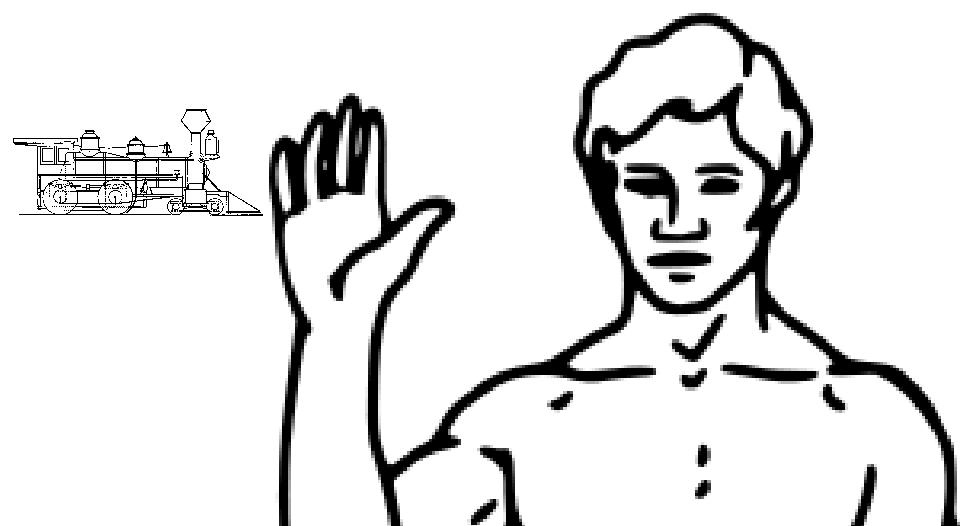
1:45(O)
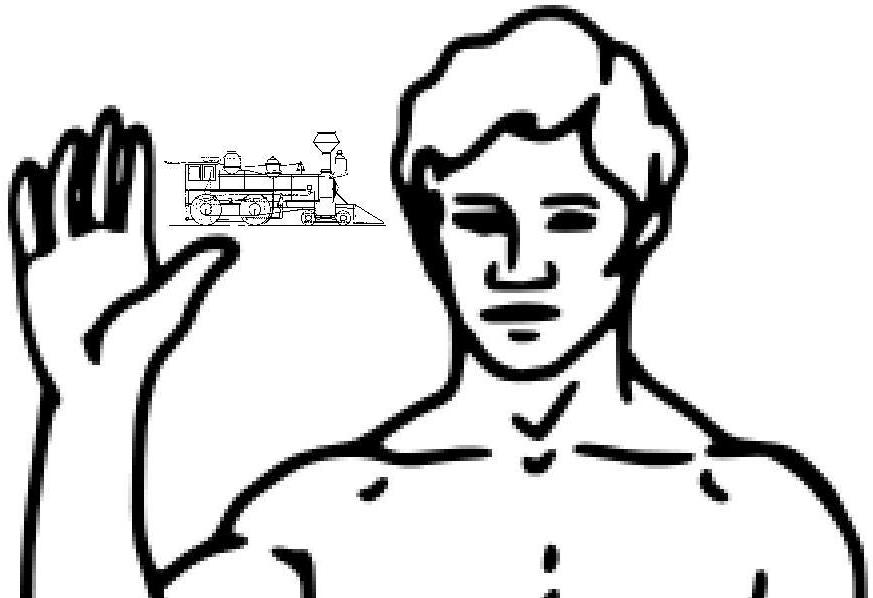
1:64(S)
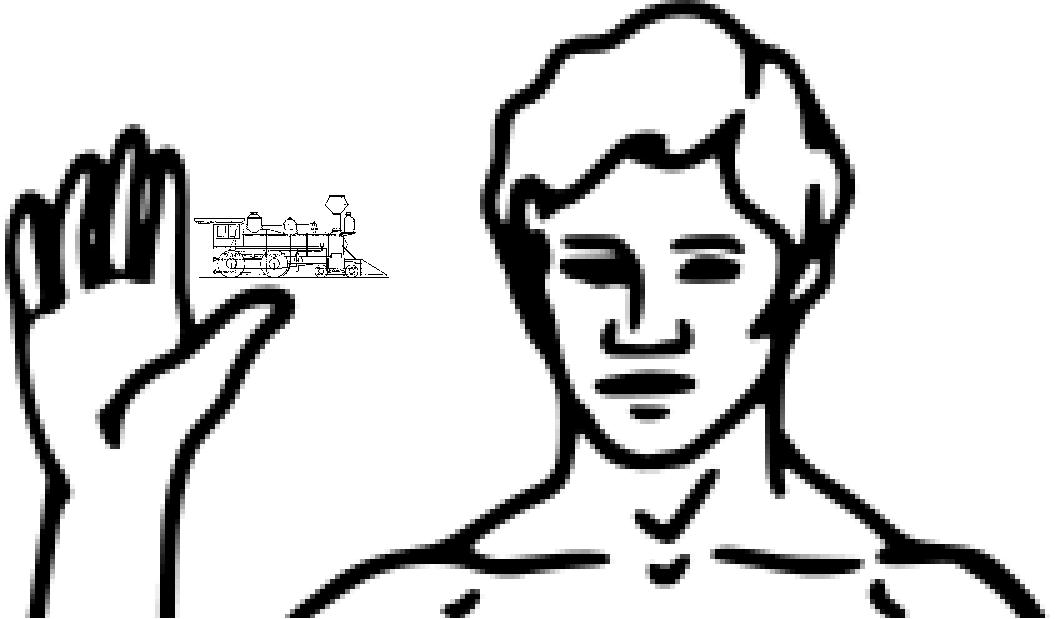
1:87(H0)
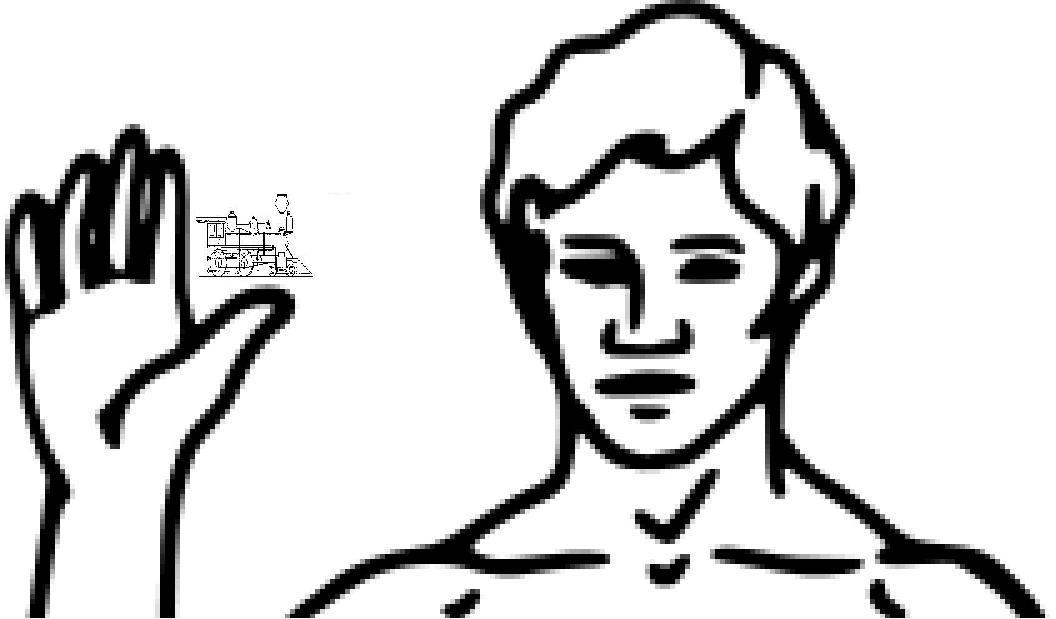
1:120(TT)
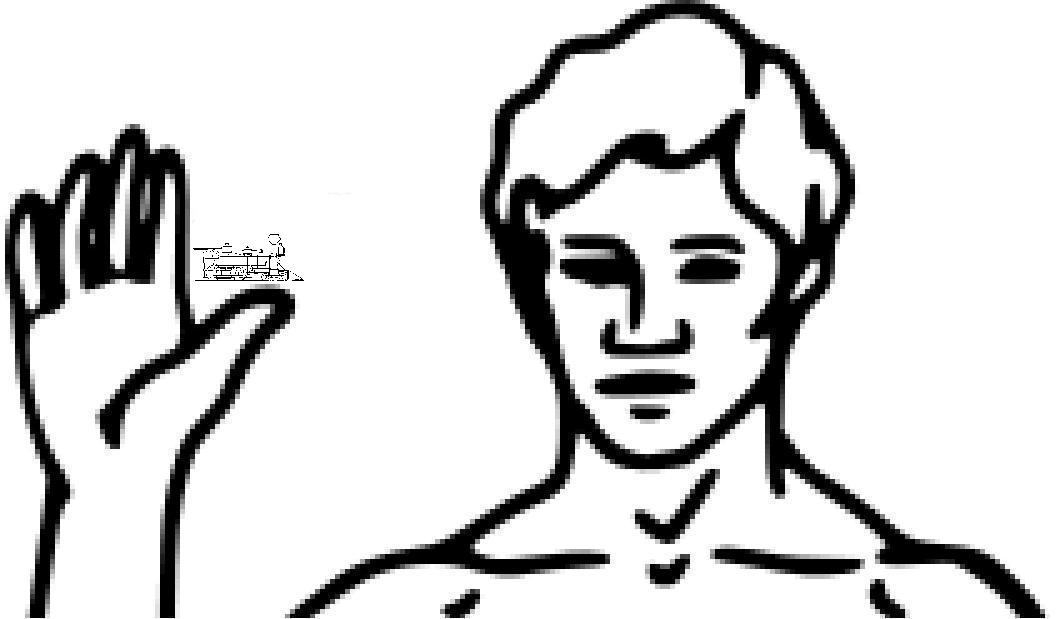
1:160(N)
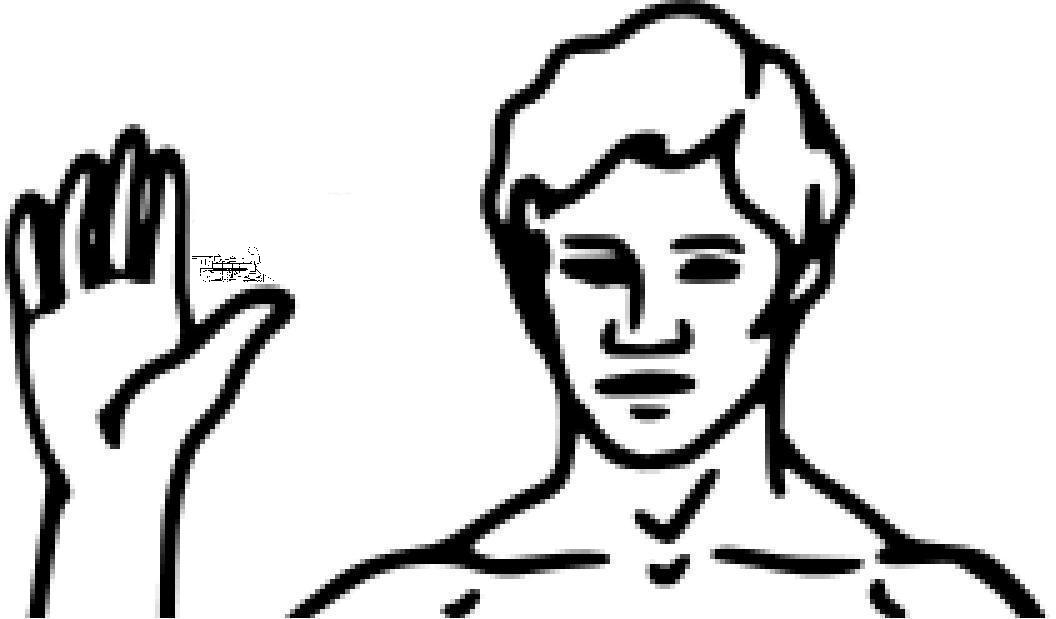
1:220(Z)

### Види залізничного моделізму
Серед видів виділяють моделювання окремих (одиничних) потягів та створення макетів залізниць.
Садові та паркові моделі залізниць часто використовують як атракціони для дітей та дорослих.

## Програмне забезпечення
За часи існування залізничного моделізму було створено велику кількість спеціалізованих комп'ютерних програм.
XTrackCAD — вільна крос-платформова САПР для проектування, креслення та симуляції схем залізничних колій для макетів залізниць.